# Rai Sport (testata)
Rai Sport è una testata giornalistica italiana, nonché la struttura della Rai che si occupa della cura e realizzazione delle dirette degli eventi sportivi sui tre canali generalisti (Rai 1, Rai 2, Rai 3) e della gestione dell'omonimo canale tematico.

## Storia
Il primo programma sportivo in assoluto della Rai è La Domenica Sportiva, che è stato anche uno dei primi ad inaugurare le trasmissioni regolari dell'ente pubblico. Più tardi nascono i primi notiziari sportivi, curati dalle redazioni del Giornale Radio e del Telegiornale (con un gruppo di giornalisti specializzati raggruppati nel Pool sportivo): uno di questi appuntamenti fissi per le notizie sportive era il Telegiornale sport, la cui sigla richiamava quella del telegiornale. Nel frattempo nascono anche altri programmi sportivi come 90º minuto e Dribbling in televisione e Tutto il calcio minuto per minuto in radio. 
Tra i principali nomi dei più importanti telecronisti e conduttori che si sono avvicendati nel corso dei decenni si citano, tra radio e TV, Nicolò Carosio, Enrico Ameri, Sandro Ciotti, Nando Martellini, Maurizio Barendson (ideatore di 90º minuto insieme a Paolo Valenti), Bruno Pizzul, Alfredo Pigna e Adriano De Zan, padre di Davide. Anche Enzo Tortora, Lello Bersani e Paolo Frajese condussero La Domenica Sportiva.
Nell'estate del 1991 nasce la TGS, la Testata Giornalistica Sportiva della Rai. Come la TGR e la TSP, la TGS era una testata trasversale che convoglia in un'unica redazione i giornalisti delle varie reti del servizio pubblico, assorbendo gradualmente anche le varie trasmissioni sportive prima prodotte dalle tre testate giornalistiche principali dell'azienda (La Domenica Sportiva, Novantesimo Minuto, Mercoledì Sport, dal TG1, Sport Sera, Dribbling, Domenica Sprint, Sportsette, Eurogol dal TG2, Sport Tre, Il processo del lunedì e Derby dal TG3).
La rubrica TG1 Sport, supplemento sportivo del telegiornale delle 20:00 in onda dal 1987 inizialmente tutti i giorni e poi dal 1995 solo nei week-end, condotto da Fabrizio Maffei in alternanza con Marco Franzelli, diventa Rai Sport Notizie nel 1997 e poi TG Sport. Nell'estate 1997, la testata diventa Rai Sport e dal 1999 inaugurerà un proprio canale tematico gratuito, Rai Sport Satellite, inizialmente visibile solo via satellite e dal 2004 anche sul digitale terrestre, cambiando per l'occasione nome dal 2008 in Rai Sport Più e sdoppiandosi dal 2010 in Rai Sport 1 e Rai Sport 2.
Dal 14 settembre 2015 Rai Sport 1 ha iniziato a trasmettere anche in alta definizione sul canale 557 del digitale terrestre, cambiando anche le grafiche e le sigle del canale dove come colore dominante troviamo il giallo (colore ufficiale della testata).
In occasione dei Giochi olimpici e paralimpici di Rio 2016, Rai Sport 2 trasmette in alta definizione sulla piattaforma satellitare tivùsat (dal 1º agosto al 19 settembre 2016), sul digitale terrestre (dal 4 al 22 agosto) e su Sky (dal 5 al 22 agosto).
Dal 21 dicembre 2022 l'unica versione visibile del canale è Rai Sport + HD, poi divenuta Rai Sport HD.

## Programmi

### TG Sport
Il TG Sport va in onda con tre edizioni quotidiane suddivise tra Rai 2 e Rai Sport.
- TG Sport Mattina alle 7:00 su Rai Sport
- TG Sport Giorno alle 11:00 su Rai 2
- TG Sport Sera alle 18:30 su Rai 2
- TG Sport Notte intorno alle 23:30 su Rai Sport

### Rubriche

#### In onda su Rai Sport
- Calcio totale
- SportAbilia
- L'uomo e il mare
- C siamo
- Radiocorsa
- Reparto Corse
- Memory

#### In onda su Rai 2
- 90º minuto, in onda attualmente il sabato e il lunedì in concomitanza - rispettivamente - con i turni di Serie A e Serie B.
- Atuttocampo
- Dribbling
- La Domenica Sportiva
- Rai Sport Live[3][4]

## Eventi sportivi di cui Rai Sport detiene i diritti di trasmissione

### Atletica
- Campionati europei a squadre
- Campionato europeo (anche per disabili)
- Campionato europeo indoor
- Golden Gala (diretta esclusiva)
- Diamond League
- Campionati del mondo di atletica leggera

### Calcio
- Nazionale italiana di calcio: tutte le amichevoli della Nazionale e tutte le partite ufficiali delle Nazionali giovanili Maschili e femminili in diretta esclusiva
- Serie C (fino al 2025): 50 partite in diretta non esclusiva, Coppa Italia e finali play-off
- Torneo di Viareggio: esclusiva

### Calcio a 5
- Campionato di Serie A (trasmette 1/2 gare a settimana + varie gare dei play-off)
- Nazionale italiana di calcio a 5 (varie gare in diretta esclusiva)

### Ciclismo
- Abu Dhabi Tour (diretta)
- Amstel Gold Race
- Campionato nazionale
- Clásica San Sebastián (diretta)
- Coppa Agostoni - Giro delle Brianze (differita)
- Coppa Sabatini - GP Città di Peccioli (differita)
- Dubai Tour (diretta)
- Giro dell'Appennino (differita)
- Giro dell'Emilia (differita)
- Giro delle Fiandre (diretta)
- Giro d'Italia (diretta)
- Giro d'Italia Women
- Giro di Lombardia (diretta)
- GP Banca di Legnano - Coppa Bernocchi (differita)
- Gran Premio Costa degli Etruschi (differita)
- Gran Premio Industria e Commercio di Prato (differita)
- Liegi-Bastogne-Liegi (diretta)
- Milano-Sanremo (diretta)
- Parigi-Roubaix (diretta)
- Tour de France (fino al 2023)
- Tour of the alps (diretta e differita)

### Sport invernali
- Campionati mondiali di sci alpino
- Coppa del Mondo di sci alpino
- Coppa del Mondo di freestyle
- Coppa del Mondo di snowboard

### Nuoto
- Campionati mondiali di nuoto (dal 2018 anche giovanili)
- Campionati europei di nuoto
- Coppa del Mondo di nuoto sincronizzato (dal 2018)
- Coppa del Mondo di tuffi (dal 2018)
- Coppa del Mondo di tuffi da piattaforma alta (dal 2018)

### Eventi multisportivi
- Giochi olimpici estivi e invernali

### Pallacanestro
- Campionato Serie A2

### Pallanuoto
- Campionato maschile e femminile di Serie A1
- Coppa Italia maschile e femminile
- Trofeo Quattro Nazioni
- Trofeo Settecolli (gare dell'Italia)
- World Cup
- World League

### Pallavolo
- Campionati maschile e femminile di serie A
- Coppa Italia, Supercoppa Italiana (maschile e femminile)
- FIVB Nations League
- Campionati europei maschili e femminili
- Campionati mondiali maschili e femminili

### Rugby
- Campionato italiano Serie A Elite maschile (fino alla stagione 2025-26)
- Sei Nazioni maschile, femminile e maschile Under-20 (dal 2025)

### Scherma
- Campionati europei di scherma
- Campionati mondiali di scherma

## Giornalisti

### Attuali
- Paolo Petrecca
- Auro Bulbarelli
- Riccardo Pescante
- Thomas Villa
- Saverio Montingelli
- Arianna Secondini
- Andrea Riscassi
- Giulio Delfino
- Stefano Bizzotto
- Maurizio Colantoni
- Marco Fantasia
- Paola Ferrari
- Alessandra D’Angiò
- Paolo Paganini
- Fabrizio Failla
- Dario Di Gennaro
- Alberto Romagnoli
- Aurelio Capaldi
- Massimiliano Mascolo
- Simona Rolandi
- Luca De Capitani
- Antonello Orlando
- Francesco Pancani
- Andrea De Luca
- Gianfranco Mazzoni
- Ettore Giovannelli
- Franco Bragagna
- Sabrina Gandolfi
- Elisabetta Caporale
- Federico Calcagno
- Tiziana Alla
- Alessandro Antinelli
- Marco Lollobrigida
- Lucio Michieli
- Andrea Fusco
- Tommaso Mecarozzi
- Monica Matano
- Giovanna Carollo
- Enrico Cattaneo
- Davide Labate
- Davide Novelli
- Alberto Rimedio
- Nicola Sangiorgio
- Gianluca Gafforio
- Simone Benzoni
- Edi Dembinski
- Maurizio Fanelli
- Alessandro Pirozzi
- Giuseppe Galati
- Umberto Martini
- Giacomo Capuano
- Stefano Orsini
- Fabio Pietroiusti
- Annalisa Bartoli
- Patrizia Rubino
- Maria Barresi
- Luca Cardinalini
- Massimo Proietto
- Simona Cantoni
- Isabella Schiavone
- Manuela Pezzola
- Alessandro Gargiulo
- Jean Paul Irali
- Federico Pasanisi
- Maria Cristina Ippolito
- Vezio Maria Orazi
- Armando Palanza
- Alessandro Forti
- Giampiero De Luise
- Davide Vannucci
- Alan Gard
- Lorenzo Leonarduzzi
- Sandro Iacobini
- Enrico Varriale
- Marco Mazzocchi

## Direttori
| Direttore                | Periodo   |
| ------------------------ | --------- |
| Gilberto Evangelisti     | 1991-1992 |
| Gianfranco De Laurentiis | 1992-1994 |
| Marino Bartoletti        | 1994-1997 |
| Fabrizio Maffei          | 1997-1999 |
| Fabrizio Maffei          | 2003-2006 |
| Giovanni Bruno           | 1999-2003 |
| Paolo Francia            | 2003      |
| Massimo De Luca          | 2006-2009 |
| Eugenio De Paoli         | 2009-2013 |
| Mauro Mazza              | 2013-2014 |
| Carlo Paris              | 2014-2016 |
| Gabriele Romagnoli       | 2016-2018 |
| Bruno Gentili            | 2018      |
| Auro Bulbarelli          | 2018-2021 |
| Alessandra De Stefano    | 2021-2023 |
| Marco Franzelli          | 2023      |
| Iacopo Volpi             | 2023-2024 |
| Massimiliano Mascolo     | 2025      |
| Paolo Petrecca           | dal 2025  |

## Loghi

4 agosto 1997 - 24 maggio 2004
24 maggio 2004 - 18 maggio 2010
18 maggio 2010 - 10 aprile 2017
10 aprile 2017 - 6 giugno 2022
In uso dal 6 giugno 2022